# Kriegeria eriophori
Kriegeria eriophori är en svampart som beskrevs av Bres. 1891. Kriegeria eriophori ingår i släktet Kriegeria, klassen Microbotryomycetes, divisionen basidiesvampar och riket svampar.   Inga underarter finns listade i Catalogue of Life.